# The West Wing – Im Zentrum der Macht/Staffel 2
Die zweite Staffel der Fernsehserie The West Wing – Im Zentrum der Macht wurde erstmals zwischen Oktober 2000 und Mai 2001 ausgestrahlt. In Deutschland und Österreich startete die Erstausstrahlung im Oktober 2008 auf dem Pay-TV-Sender FOX.

## Handlung
Die zweite Staffel stellt den Zeitraum zwischen der Mitte des zweiten und der Mitte des dritten Jahres dar. Nach dem Angriff auf den Stab des Präsidenten am Ende der ersten Staffel genießt der Präsident seine neue Beliebtheit im Volk. Dies steigert die Produktivität bei der Verabschiedung von neuen Gesetzen. Die Staffel umfasst insgesamt ein breiteres Spektrum der Gesetzgebung als die erste Staffel und beschäftigt sich mit Themen wie extremistischen Hassgruppen und einem umfassenden Kernwaffenteststopp-Vertrag. Gegen Ende der Staffel konfrontiert der Präsident seinen Stab und die Öffentlichkeit mit seiner ihm schon vor der Präsidentschaft bekannten Erkrankung an Multipler Sklerose. Die Staffel endet mit der Frage eines Reporters, ob er für eine zweite Amtszeit kandidieren wolle.

## Besetzung

### Hauptbesetzung

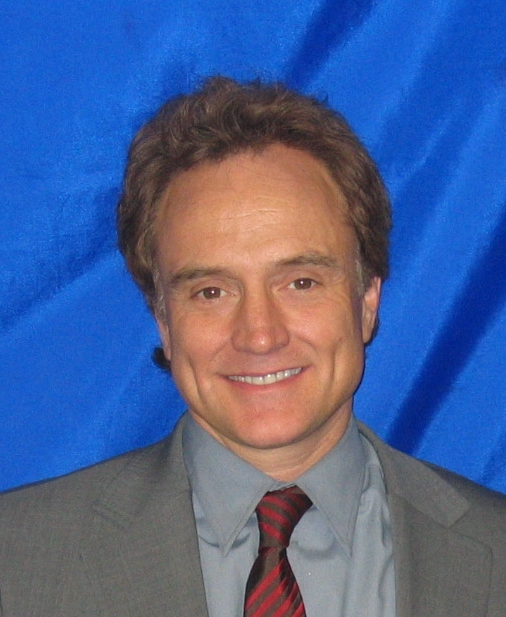
Bradley Whitford spielt Josh Lyman

- Rob Lowe als Sam Seaborn, stellvertretender Kommunikationsdirektor des Weißen Hauses (22 Episoden)
- Dulé Hill als Charlie Young, persönlicher Assistent des Präsidenten (22)
- Allison Janney als C.J. Cregg, Pressesprecherin des Weißen Hauses (22)
- Janel Moloney als Donna Moss, Assistentin von Josh Lyman (22)
- Richard Schiff als Toby Ziegler, Kommunikationsdirektor des Weißen Hauses (22)
- John Spencer als Leo McGarry, Stabschef des Weißen Hauses (22)
- Bradley Whitford als Josh Lyman, stellvertretender Stabschef des Weißen Hauses (22)
- Martin Sheen als President Josiah Bartlet, Präsident der Vereinigten Staaten (22)

### Neben- und Gastbesetzung
- Melissa Fitzgerald als Carol Fitzpatrick, Assistentin von C.J. Cregg (19 Episoden)
- NiCole Robinson als Margaret, Assistentin von Leo McGarry (18)
- Kim Webster als Ginger, Assistentin im Kommunikationsbüro (14)
- Kathryn Joosten als Mrs. Landingham, Sekretärin von Präsident Bartlet (11)
- Devika Parikh als Bonnie, Assistentin im Kommunikationsbüro (11) Oliver Platt verkörpert den Rechtsberater Oliver Babish

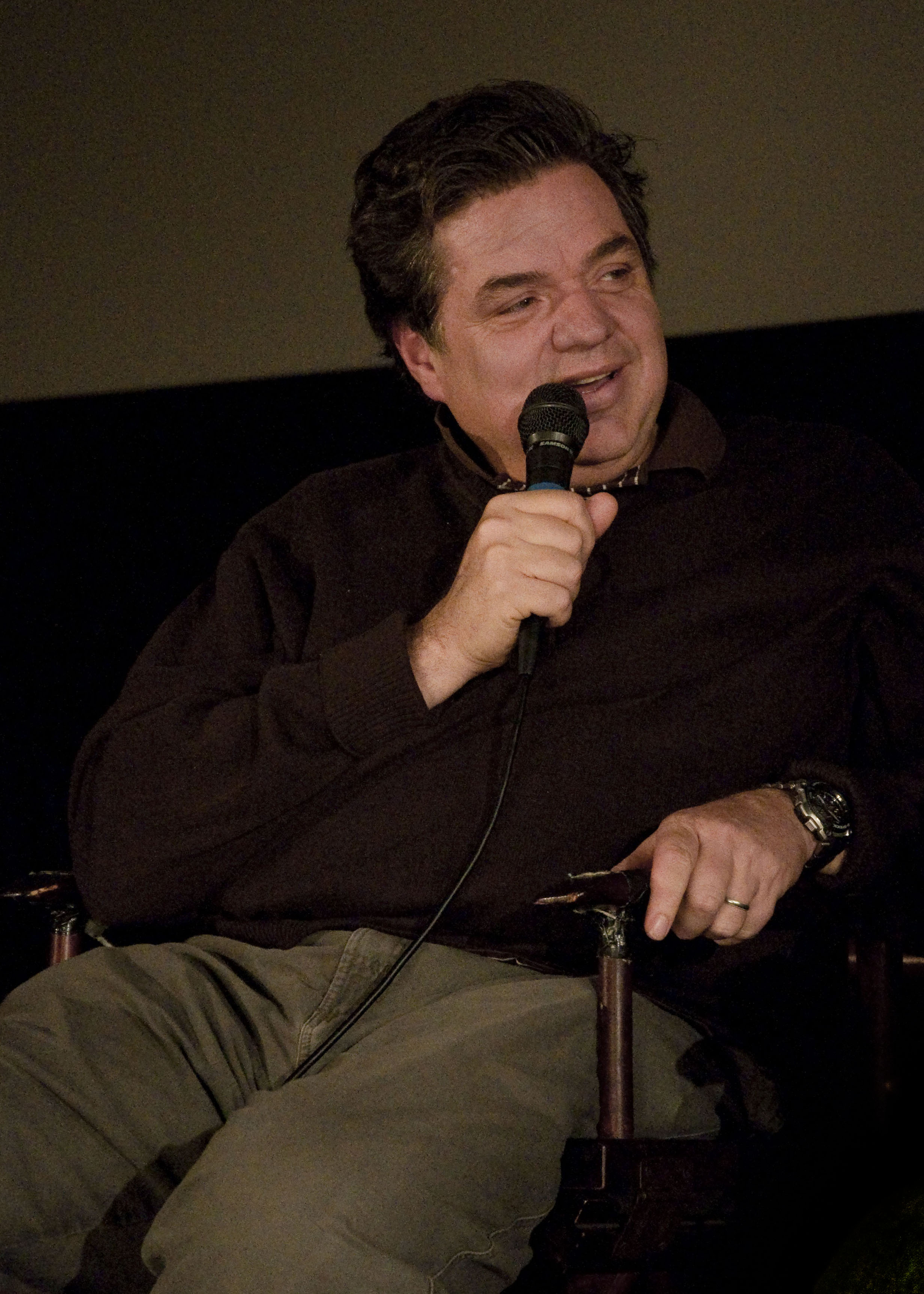
Oliver Platt verkörpert den Rechtsberater Oliver Babish

- Peter James Smith als Ed, Verbindungsperson zum Kongress (10)
- Bill Duffy als Larry, Verbindungsperson zum Kongress (10)
- Stockard Channing als Abigail Bartlet, Ehefrau von Präsident Bartlet (8)
- Emily Procter als Ainsley Hayes, assistierende Rechtsberaterin des Weißen Hauses (8)
- Anna Deavere Smith als Nancy McNally, Nationale Sicherheitsberaterin (4)
- Timothy Busfield als Danny Concannon, Korrespondent für The Washington Post (4)
- Marlee Matlin als Joey Lucas, Meinungsforscherin (4)
- Elisabeth Moss als Zoey Bartlet, jüngste Tochter von Präsident Bartlet (3)
- Oliver Platt als Oliver Babish, Rechtsberater des Weißen Hauses (3)
- Renée Estevez als Nancy, Assistentin von Mrs. Landingham (2)
- Tim Matheson als Vice President John Hoynes, Vizepräsident der Vereinigten Staaten (2)
- Roger Rees als Lord John Marbury, britischer Botschafter in den Vereinigten Staaten (1)
- Adam Arkin als Dr. Stanley Keyworth, Psychiater der American Trauma Victims Association (1)
- Nina Siemaszko als Eleanor Bartlet, zweitjüngste Tochter von Präsident Bartlet (1)
- George Coe als Howard Stackhouse, demokratischer Senator aus Minnesota (1)

## Episoden
| Nr. (ges.) | Nr. (St.) | Deutscher Titel                          | Originaltitel                                           | Erstausstrahlung USA | Deutschsprachige Erstausstrahlung (D) | Regie               | Drehbuch                                            |
| --- | --------- | ---------------------------------------- | ------------------------------------------------------- | -------------------- | ------------------------------------- | ------------------- | --------------------------------------------------- |
| 23 | 1         | Das Attentat – Teil 1                    | In the Shadow of Two Gunmen (Part I)                    | 4. Okt. 2000         | 20. Okt. 2008                         | Thomas Schlamme     | Aaron Sorkin                                        |
| Während die meisten Stabsmitglieder nach dem Attentat unversehrt sind, wurde der Präsident durch einen Schuss in den Bauch verletzt. First Lady Abigail Bartlet klärt den Anästhesist ihres Mannes deshalb über seine MS-Erkrankung auf. Kurz darauf wird Josh mit schweren Verletzungen in die Klinik eingeliefert. Bei schwachem Bewusstsein erinnert er sich an die Zeit, in der er für den damaligen Senator John Hoynes arbeitete. Damals folgte er dem Ratschlag von Leo, sich eine Rede des Gouverneurs von New Hampshire, Josiah Bartlet, anzuhören. Sam war zu dieser Zeit in einer Anwaltskanzlei tätig und wurde bei einem Besuch von Josh gefragt, ob er mit ihm für die Wahlkampagne von Hoynes arbeiten wolle. Unterdessen erfährt der Mitarbeiterstab, dass der Präsident wieder gesund wird, Joshs Zustand aber weiterhin kritisch ist. Im Situation Room werden Leo und Vizepräsident Hoynes über die globalen Vorgänge informiert. So erfahren sie von einer Truppenbewegung im Irak. Der Vizepräsident folgt Leos Ratschlag, der Situation mit großer Vorsicht zu begegnen. Reporter Danny Concannon möchte derweil in Erfahrung bringen, wer derzeit die Verantwortung trägt und bringt den 25. Zusatzartikel zur Sprache. In einer internen Diskussion wird deutlich, dass der Präsident vor seiner Operation keinen Brief unterschrieb, der seine Macht auf einen Stellvertreter überträgt. Toby erinnert sich folglich an die ersten Tage der Wahlkampagne. Nach einer ehrlichen Rede von Bartlet feuerte Leo einen großen Teil des Mitarbeiterstabs; nur Toby behielt seinen Job. In einer Unterhaltung äußerte Bartlet folglich sein Unbehagen über diese Entscheidung, da Toby der einzige ihm Unbekannte sei. Auf die Frage, warum Leo ihn zum Präsidenten machen wolle, antwortete er, dass er an einen guten Mann als Präsidenten glaube. |           |                                          |                                                         |                      |                                       |                     |                                                     |
| 24 | 2         | Das Attentat – Teil 2                    | In the Shadow of Two Gunmen (Part II)                   | 4. Okt. 2000         | 27. Okt. 2008                         | Thomas Schlamme     | Aaron Sorkin                                        |
| Bei einer Pressekonferenz verkündet C.J. die Festnahme des Signalgebers. Unterdessen erinnert sich Sam an ein Meeting in seiner damaligen Anwaltskanzlei. Kurz darauf kündigte er seinen Job, um gemeinsam mit Josh nach New Hampshire zu gehen und für Bartlet zu arbeiten. C.J., die damals ihren Job bei einem Filmstudio in Hollywood verlor, nahm noch am gleichen Tag ein Jobangebot von Toby an, der sie als Pressesprecherin der Bartlet-Wahlkampagne einstellte. In der Klinik erfährt Charlie derweil, dass die Attentäter Mitglieder einer rechtsextremistischen Gruppierung waren und eigentlich ihn und nicht den Präsidenten töten wollten. In einer Rückblende bespricht der erst seit Wochen bestehende Mitarbeiterstab des Präsidentschaftskandidaten Josiah Bartlet die zukünftige Ausrichtung des Wahlkampfes. Während Toby, Sam und Josh für einen verstärkten Wahlkampf in den Südstaaten plädierten, zeigte sich Bartlet zunächst skeptisch. Der Stab entgegnete allerdings erfolgreich, dass man bei den parteiinternen Vorwahlen in South Carolina nur Zweiter werden müsse. Zudem wurde Josh auf Donna Moss aufmerksam, die seit wenigen Tagen seine Anrufe entgegengenommen hatte und trotz ihrer unpassenden Qualifikationen weiterhin für ihn arbeiten darf. Nach dem Attentat will Toby in Erfahrung bringen, warum der Präsident die Veranstaltung nicht unter einem Schutzdach verließ. Er erinnert Ron Butterfield an ein Memo, in dem Toby dem Secret Service die sicherheitstechnischen Vorlieben des Präsidenten erläuterte. Die Forderung von Toby, dieses Memo der Presse auszuhändigen, lehnt Butterfield ab. In einer weiteren Rückblende wird der Abend der Vorwahlen in Illinois beleuchtet. Nachdem ein Nachrichtensender Bartlets Sieg verkündete und der Mitarbeiterstab die Feierlichkeiten begann, erfuhr Josh vom Tod seines Vaters. Während Josh später am Flughafen auf seinen Flug in die Heimat wartete, setzte sich Bartlet zu ihm und entschuldigte sich für sein Verhalten gegenüber den neuen Mitgliedern des Stabs. Nachdem Josh für seinen Flug aufgerufen wurde, akzeptierte Bartlet die Nominierung als Präsidentschaftskandidat der Demokratischen Partei. Abschließend erwacht Josh an der Seite des Präsidenten aus der Narkose. |           |                                          |                                                         |                      |                                       |                     |                                                     |
| 25 | 3         | Alte Feindschaft rostet nicht            | The Midterms                                            | 18. Okt. 2000        | 3. Nov. 2008                          | Alex Graves         | Aaron Sorkin                                        |
| Zwölf Wochen vor den Zwischenwahlen für den Kongress liegt die Zustimmungsrate für Präsident Bartlet bei über 80 Prozent. Der Präsident gibt eine Umfrage für die Wahl der Schulbehörde von New Hampshire in Auftrag, bei der sein ehemaliger Widersacher Elliot Roush nun kandidiert. Toby möchte sich derweil auf ein Gesetz gegen jene und ähnliche Gruppierungen konzentrieren, die für das Attentat verantwortlich waren. Sam legt derweil dem Staatsanwalt und ehemaligen Studienfreund Tom Jordan eine Kandidatur für den Kongress nahe und verspricht ihm die Unterstützung des Weißen Hauses. Neun Wochen vor den Wahlen erfährt Sam von C.J., dass Jordan als Staatsanwalt bei der Anklage dunkelhäutiger Personen den Einsatz weißer Geschworener bevorzugt. Drei Wochen vor den Wahlen wird zudem bekannt, dass Jordan einer Studentenverbindung mit ausschließlich weißen Mitgliedern angehörte. Leo verärgert Sam daraufhin, als er Jordan die Unterstützung des Weißen Hauses entzieht. Unterdessen wird Toby von C.J. darum gebeten, beim Thema Hasskriminalität vorsichtiger zu agieren. Präsident Bartlet blickt ungläubig auf die vielversprechenden Umfragewerte für Roush. Er wird von C.J. darauf hingewiesen, dass er sich nicht in diesen Wahlkampf einmischen kann und in einer Demokratie nicht immer der bessere Kandidat gewinnt. Am Wahltag verliert Tom Jordan die Wahl für seinen Kongressbezirk, weshalb Jordans Ehefrau Sam damit droht, ihn bei jeder möglichen Gelegenheit beschädigen zu wollen. In einer privaten Unterhaltung mit Toby gesteht der Präsident ihm, dass er jeden Tag das Hauptquartier des West Virginia White Pride einnehmen möchte, sein Umgang mit dem Attentat aber auch mit jedem Tag besser werde. Bei einem Empfang für Radiomoderatoren wird Präsident Bartlet von Dr. Jenna Jacobs abgelenkt und konfrontiert sie mit ihrem Studienabschluss und den Ratschlägen, die sie in ihrer Sendung gibt. In diesem Moment erinnert er sich daran, wie er Roush während seiner ersten Kandidatur für den Kongress besiegt hatte. Charlie, der in den Wochen seit dem Attentat einen kühlen Umgang mit der Familie des Präsidenten gepflegt hatte, versöhnt sich erneut mit Zoey. Auslöser dafür war zuvor ein Gespräch mit einem Computerspezialisten, nach dessen Meinung jemand, auf den geschossen werde, eine Menge richtig mache. Später am Abend erfährt der Beraterstab auf einer Treppe sitzend davon, dass sich die Sitzverteilung im Kongress durch die Wahlergebnisse nicht ändern wird. |           |                                          |                                                         |                      |                                       |                     |                                                     |
| 26 | 4         | In diesem Weißen Haus                    | In This White House                                     | 25. Okt. 2000        | 10. Nov. 2008                         | Ken Olin            | Aaron Sorkin Handlung: Peter Parnell, Allison Abner |
| Bei einer Fernsehsendung wird Sam von der attraktiven Republikanerin Ainsley Hayes gedemütigt. Am nächsten Tag unterrichtet C.J. die Öffentlichkeit über Gespräche zwischen dem Präsidenten des fiktiven Staates Kundu und der US-amerikanischen Pharmaindustrie. Derweil fordert Präsident Bartlet seinen Stabschef Leo dazu auf, Ainsley Hayes eine Position in der Rechtsabteilung anzubieten. Josh und Toby nehmen an einem Treffen teil, in dem der kundunesische Präsident Nimbala die Pharmaunternehmen um AIDS-Medikamente bittet. Bei einem persönlichen Gespräch mit Leo stellt Ainsley fest, dass sie nicht zur Bestrafung ins Weiße Haus eingeladen wurde. Als Leo ihr folglich eine Position als Rechtsberaterin anbietet, lehnt sie das Angebot zunächst ab. Leo bittet sie, eine Nacht darüber zu schlafen und das Angebot zu überdenken. Derweil sind sich Toby und Josh darüber einig, dass Präsident Nimbala etwas für seine Landsleute nachhause bringen müsse. Ainsley verirrt sich unterdessen in den Presseraum und bemerkt eine Äußerung C.J.'s über die Ermittlung einer Grand Jury. Am nächsten Tag können Toby und Josh Präsident Nimbala davon überzeugen, einem Deal über den Import von Medikamenten zuzustimmen. Vor einem erneuten Treffen mit Leo weist Ainsley C.J. darauf hin, dass sie durch die Erwähnung der Grand Jury nicht gegen das Gesetz verstoßen habe. Auch sagt sie, dass sie Leos Angebot nicht annehmen wird. Als sie auf Leo wartet, setzt sie mit Sam ihre Diskussion aus der Fernsehsendung fort. Als sich die Diskussion auf das Thema Waffenkontrolle verlagert, bricht Sam die Diskussion angesichts des kürzlichen Attentats auf den Präsidenten wütend ab. Daraufhin erreichen das Weiße Haus Informationen aus Kundu: Präsident Bartlet informiert Präsident Nimbala darüber, dass es in seinem Land einen Staatsstreich gegeben habe. Sollte Nimbala nun in seine Heimat aufbrechen, würde er von den Rebellen ermordet werden. Ainsley, die dieses Gespräch mitbekommen hatte, bittet beim Abendessen ihre republikanischen Freunde darum, das schlechte Gerede über die Demokraten zu unterlassen und gesteht, dass sie von nun an als Anwältin des Weißen Hauses arbeiten werde. Zuvor war ein Treffen mit Leo aufgrund der Situation in Kundu nicht zustande gekommen. Am nächsten Morgen erfährt Präsident Bartlet und sein Beraterstab um Josh und Toby, dass Präsident Nimbala unmittelbar nach der Landung in seiner Heimat auf dem Parkplatz des Flughafens erschossen wurde.          |           |                                          |                                                         |                      |                                       |                     |                                                     |
| 27 | 5         | Der erste Auftrag                        | And It’s Surely to Their Credit                         | 1. Nov. 2000         | 17. Nov. 2008                         | Christopher Misiano | Aaron Sorkin H: Kevin Falls, Laura Glasser          |
| Ainsley Hayes, die neue Assistentin des Rechtsberaters, muss an ihrem ersten Tag nicht nur den Zorn ihres Vorgesetzten und die unterkühlte Begrüßung ihrer neuen Kollegen ertragen. Auch wird sie aufgrund ihrer politischen Einstellung von zwei Mitarbeitern erniedrigt. Sam möchte Josh von einer Klage gegen den Ku-Klux-Klan überzeugen, da seine Krankenkasse die Kosten für seine lebenswichtigen Arztrechnungen nicht übernehmen will. C.J. versucht einen forschen General zu beschämen, der sich gegen den Präsidenten ausspricht. |           |                                          |                                                         |                      |                                       |                     |                                                     |
| 28 | 6         | Der Kongress der lahmen Enten            | The Lame Duck Congress                                  | 8. Nov. 2000         | 24. Nov. 2008                         | Jeremy Kagan        | Aaron Sorkin H: Lawrence O’Donnell                  |
| Josh, Toby und Sam wollen den Präsidenten nach den Halbzeitwahlen dazu bewegen, den Kongress zu einer Abstimmung einzuberufen. Sie beabsichtigen, den internationalen Kernwaffenteststopp-Vertrag zu ratifizieren. C.J. gibt diese Neuigkeit an Danny weiter, der den Plan ursprünglich sogar initiierte. Derweil klären sich Sam und Ainsley gegenseitig auf, während ein ukrainischer Reformer für ein Treffen mit dem Präsidenten betrunken vor dem Weißen Haus auftaucht. |           |                                          |                                                         |                      |                                       |                     |                                                     |
| 29 | 7         | Der lange Flug nach Portland             | The Portland Trip                                       | 15. Nov. 2000        | 1. Dez. 2008                          | Paris Barclay       | Aaron Sorkin H: Paul Redford                        |
| Der Präsident richtet seinen Fokus auf Portland, wo er eine Rede über Bildung halten soll. Sam muss ihn dorthin begleitet, da er Probleme bei der Anfertigung der Rede hat. Toby folgt ihnen, um Sam zu helfen, und C.J. muss den Präsidenten begleiten, weil sie sich abfällige Bemerkungen über die frühere Universität des Präsidenten geleistet hat. Im Weißen Haus streitet sich Josh mit einem Abgeordneten über einen Gesetzentwurf, der sich mit gleichgeschlechtlichen Ehen befasst. Leo beobachtet unterdessen eine minderschwere Krise im Persischen Golf. |           |                                          |                                                         |                      |                                       |                     |                                                     |
| 30 | 8         | Shibboleth                               | Shibboleth                                              | 22. Nov. 2000        | 8. Dez. 2008                          | Laura Innes         | Aaron Sorkin H: Patrick Caddell                     |
| Am Sonntag vor Thanksgiving besteht das dringendste Anliegen des Weißen Hauses darin, zwei lebende Truthähne zu empfangen. Sam und Toby sorgen dafür, dass die Tiere im Büro von C.J. untergebracht werden. Derweil erreicht den Präsidenten die Neuigkeit, dass ein Schiff mit illegalen Einwanderern aus China abgefangen wurde. Scheinbar wollen sie Asyl beantragen, da sie als Christen in ihrer Heimat verfolgt werden, wie sie selbst behaupten. Am nächsten Morgen drängt Toby den Präsidenten dazu, Leos Schwester einen wichtigen Posten im Bildungsministerium zu verschaffen. Brisant wird die mögliche Ernennung dadurch, dass sie sich gegen Schulgebete ausspricht. |           |                                          |                                                         |                      |                                       |                     |                                                     |
| 31 | 9         | Galileo 5                                | Galileo                                                 | 29. Nov. 2000        | 15. Dez. 2008                         | Alex Graves         | Aaron Sorkin, Kevin Falls                           |
| Die russische Regierung versucht, ein brennendes Raketensilo zu verheimlichen, während ein US-amerikanisches Kampfflugzeug vermisst wird. Zudem macht in der Presse die Runde, dass der Präsident keine grünen Bohnen mag. Andererseits freut er sich auf eine Fragerunde mit Schulkindern, bei der sie Bilder einer Marsmission untersuchen wollen. Zunächst bittet er C.J. aber darum, für die Veranstaltung ein weitläufigeres Thema zu finden. |           |                                          |                                                         |                      |                                       |                     |                                                     |
| 32 | 10        | Weihnachten                              | Noël                                                    | 20. Dez. 2000        | 22. Dez. 2008                         | Thomas Schlamme     | Aaron Sorkin H: Peter Parnell                       |
| Trotz der Weihnachtsstimmung im Weißen Haus ist Josh alles andere als glücklich. Einerseits äußert er sich abfällig über die durch die Korridore schallende Weihnachtsmusik, die seiner Meinung eher zu einem Einkaufszentrum passe. Weiterhin verhält sich Josh unhöflich gegenüber seinen Kollegen und sogar dem Präsidenten. Leo weist ihn deshalb an, sich mit einem Therapeuten zu unterhalten. Derweil muss sich C.J. mit einer älteren Frau befassen, die während einer Führung beim Anblick eines Bildes die Fassung verliert. Der Präsident entschließt sich dazu, dass er sämtliche Weihnachtskarten, die sich möglicherweise auf eine ungefähre Anzahl von 100.000 belaufen, selbst unterschreiben möchte. |           |                                          |                                                         |                      |                                       |                     |                                                     |
| 33 | 11        | Das Neujahrsfrühstück                    | The Leadership Breakfast                                | 10. Jan. 2001        | 29. Dez. 2008                         | Scott Winant        | Aaron Sorkin H: Paul Redford                        |
| Das Weiße Haus plant ein Frühstück, an dem die Führungen beider Parteien teilnehmen sollen, um die Zusammenarbeit zu stärken. Toby muss sich dafür zunächst mit der neuen Stabschefin des Mehrheitsführers treffen, um die Details der anstehenden Unterhaltungen durchzugehen. Es stellt sich zudem heraus, dass der Mehrheitsführer eine Präsidentschaftskandidatur in Erwägung ziehen könnte. Sam plant derweil die Umsiedlung der Presseabteilung in ein anderes Gebäude. |           |                                          |                                                         |                      |                                       |                     |                                                     |
| 34 | 12        | Die Zwischenbemerkung                    | The Drop In                                             | 24. Jan. 2001        | 5. Jan. 2009                          | Lou Antonio         | Aaron Sorkin H: Lawrence O’Donnell                  |
| Lord John Marbury wird zum britischen Botschafter in den Vereinigten Staaten ernannt. Toby und Sam streiten sich über eine Rede, die der Präsident vor einer Naturschutzorganisationen halten soll. Leo versucht erfolglos, den Präsidenten von einem Raketenabwehrsystem zu überzeugen. Derweil wird C.J. darauf angesetzt, sich mit einem kontroversen Comedian über eine ausgeschlagene Einladung zu unterhalten. |           |                                          |                                                         |                      |                                       |                     |                                                     |
| 35 | 13        | Bartlets dritte Rede zur Lage der Nation | Bartlet’s Third State of the Union                      | 7. Feb. 2001         | 12. Jan. 2009                         | Christopher Misiano | Aaron Sorkin H: Allison Abner, Dee Dee Myers        |
| Am Abend der Rede zur Lage der Nation sonnt sich der Beraterstab im Glanz der Rede. Die First Lady hat allerdings ernsthafte Probleme mit deren Grundstimmung. Eine unwillkommene Ablenkung bieten Partisanen, die in Kolumbien fünf Agenten der Drogenbehörde DEA aufgegriffen haben. Außerdem wird bekannt, dass einem Polizist, der in der Rede vom Präsidenten gerühmt wurde, einst vorgeworfen wurde, einen schwarzen Verdächtigen brutal behandelt zu haben. Unterdessen erhält Josh von der Datenforscherin Joey Lucas keine Umfragewerte zur Rede, obwohl sie vom Weißen Haus dazu angewiesen wurde. |           |                                          |                                                         |                      |                                       |                     |                                                     |
| 36 | 14        | Eine verlorene Schlacht                  | The War at Home                                         | 14. Feb. 2001        | 19. Jan. 2009                         | Christopher Misiano | Aaron Sorkin                                        |
| Die Krise bezüglich der vermissten DEA-Agenten in Kolumbien verschärft sich, während sich auch die Auswirkungen der Rede zur Lage der Nation nicht allzu positiv darstellen. So ist ein liberaler Senator sauer über die Vorschläge zur Sozialversicherung. Der beschuldigte Polizeibeamte muss sich weiterhin der Aufregung um seine Person erwehren. Die Umfragewerte von Joey Lucas lösen derweil eine entmutigende Stimmung aus. Währenddessen missfällt der First Lady die Stimmung im Weißen Haus. |           |                                          |                                                         |                      |                                       |                     |                                                     |
| 37 | 15        | Ellie                                    | Ellie                                                   | 21. Feb. 2001        | 26. Jan. 2009                         | Michael Engler      | Aaron Sorkin H: Kevin Falls, Laura Glasser          |
| Der Präsident kehrt aus Japan zurück und muss feststellen, dass Aussagen der Sanitätsinspekteurin bezüglich Marihuana einige Probleme hervorrufen. Ellie, Medizinstudentin und Tochter des Präsidenten, äußert sich daraufhin gegenüber Danny Concannon zu der kontroversen Thematik. Auch Charlies Filmauswahl für einen Filmabend erweist sich als problematisch. Unterdessen versucht Toby seine früheren Ehefrau, eine Abgeordnete, für sein eigenes Anliegen zu gewinnen. Er möchte im Streit über die Sozialversicherung für Frieden sorgen. |           |                                          |                                                         |                      |                                       |                     |                                                     |
| 38 | 16        | Moderne Geographie                       | Somebody’s Going to Emergency, Somebody’s Going to Jail | 28. Feb. 2001        | 2. Feb. 2009                          | Jessica Yu          | Paul Redford, Aaron Sorkin                          |
| Am Big Block of Cheese Day organisiert Leo Treffen zwischen hochrangigen Angestellten und Organisationen, die im Weißen Haus üblicherweise kein Gehör finden. Toby muss sich zum Beispiel mit Weltbank-Demonstranten treffen, während C.J. ein Meeting mit Kartografen wahrnimmt, die sich für soziale Gleichheit einsetzen. Unterdessen wird Sam von einer Freundin Donnas darum gebeten, eine Begnadigung für ihren toten Großvater, früher ein vermeintlicher Spion, in die Wege zu leiten. |           |                                          |                                                         |                      |                                       |                     |                                                     |
| 39 | 17        | Das Stackhouse Filibuster                | The Stackhouse Filibuster                               | 14. März 2001        | 9. Feb. 2009                          | Bryan Gordon        | Aaron Sorkin H: Pete McCabe                         |
| Der Beraterstab wird unvorbereitet getroffen, als ein betagter Senator an einem Freitagabend einen Filibuster in die Wege leitet und somit eine als schon gewonnen geglaubte Abstimmung verhindern will. Derweil fragt sich Toby, warum der Vizepräsident, gewöhnlich ein Freund der Ölindustrie, diese aus freien Stücken attackiert. C.J. befürchtet, dass sie verflucht wurde, weil sie versehentlich eine Statue der Katzengöttin Bastet fallen ließ, die dem Präsidenten bei einem Aufenthalt in Kairo geschenkt worden war. |           |                                          |                                                         |                      |                                       |                     |                                                     |
| 40 | 18        | 17 Mitwisser                             | 17 People                                               | 4. Apr. 2001         | 16. Feb. 2009                         | Alex Graves         | Aaron Sorkin                                        |
| Toby zählt eins und eins zusammen und erfährt von der Multiple Sklerose des Präsidenten. Er ist zwar die siebzehnte Person mit diesem Kenntnisstand, doch die Erste, die das möglicherweise unverantwortliche Handeln des Präsidenten kraftvoll in Frage stellt. Die Handlungsfähigkeit des Präsidenten wird zudem von einer Drohung eines Terroristen herausgefordert, sodass er über die Sicherheitsvorkehrungen an Flughäfen entscheiden muss. Josh und Donna streiten sich unterdessen über ihr Jubiläum, während Sam und Ainsley eine Diskussion über das Equal Rights Amendment führen. Dem restlichen Beraterstab fällt es schwer, die Rede für das jährlich stattfindende Korrespondentendinner mit guten Witzen zu füllen. |           |                                          |                                                         |                      |                                       |                     |                                                     |
| 41 | 19        | Bad Moon Rising                          | Bad Moon Rising                                         | 25. Apr. 2001        | 23. Feb. 2009                         | Bill Johnson        | Aaron Sorkin H: Felicia Wilson                      |
| Der Präsident berät mit Oliver Babish, dem Rechtsberater des Weißen Hauses, ob die Verheimlichung seiner Krankheit Bestandteil einer kriminellen Verschwörung ist. Währenddessen sieht sich Sam mit seiner Vergangenheit konfrontiert, als die Küste von Delaware von einer Ölpest betroffen ist. Josh muss sich mit der Wirtschaftskrise in Mexiko befassen. Toby wütet derweil wegen eines Informationslecks, das die mögliche Meinungsänderung des Präsidenten bezüglich Bildungsgutscheinen offenbart. |           |                                          |                                                         |                      |                                       |                     |                                                     |
| 42 | 20        | Sturzgefahr                              | The Fall’s Gonna Kill You                               | 2. Mai 2001          | 2. März 2009                          | Christopher Misiano | Aaron Sorkin H: Patrick Caddell                     |
| Rechtsberater Oliver Babish befragt C.J. und die First Lady zur Verheimlichung der Krankheit des Präsidenten. Josh weist Joey Lucas an, eine kurzfristige Meinungsumfrage über die Chancen des Präsidenten bei den nächsten Präsidentschaftswahlen zu starten. Neue Schätzungen, die einen niedrigeren Haushaltssaldo vorhersagen, sorgen für Jubelstimmung. Währenddessen hat ein chinesischer Satellit seine Umlaufbahn verlassen und bewegt sich zu Donnas Besorgnis mit hoher Geschwindigkeit auf die Erde zu. |           |                                          |                                                         |                      |                                       |                     |                                                     |
| 43 | 21        | Ein Unglück kommt selten allein          | 18th and Potomac                                        | 9. Mai 2001          | 9. März 2009                          | Robert Berlinger    | Aaron Sorkin H: Lawrence O’Donnell                  |
| Die von Joey Lucas erhobenen Umfragewerte zeichnen ein desaströses Bild für die Chancen einer Wiederwahl. Sam und Oliver Babish befragen die First Lady über die Absichten, die Krankheit öffentlich zu machen. Unterdessen tobt in Haiti eine Krise und Josh muss sich mit zwei demokratischen Senatoren herumschlagen, die sich wegen der Klage der Regierung gegen die Tabakindustrie nicht begeistert zeigen. Charlie berät Mrs. Landingham derweil für einen geplanten Autokauf. |           |                                          |                                                         |                      |                                       |                     |                                                     |
| 44 | 22        | Zwei Kathedralen                         | Two Cathedrals                                          | 15. Mai 2001         | 16. März 2009                         | Thomas Schlamme     | Aaron Sorkin                                        |
| Bevor die Information über die Krankheit des Präsidenten publik wird, befürchten zahlreiche Demokraten aus dem Kongress einen sich auf die Krankheit fokussierenden Wahlkampf. Bei einer Krisensitzung erinnert sich der Präsident an seine erste Begegnung mit Mrs. Landingham, die in seiner Jugend für seinen Vater arbeitete. Folglich befiehlt er die Entsendung von Admiral Fitzwallace nach Haiti, damit dieser eine Friedensresolution aushandeln kann. In späteren Begegnungen mit Mrs. Landingham forderte sie ihn dazu auf, sich für die gleiche Entlohnung von Frauen einzusetzen. Nach dem in der National Cathedral abgehaltenen Gottesdienst für seine verstorbene Sekretärin lässt er das Gebäude versiegeln. In englischer und lateinischer Sprache lässt der Präsident seiner Wut über ihren Tod freien Lauf; auch zündet er sich eine Zigarette an, die er schließlich mit seinen Füßen auf dem Boden zerdrückt. Unterdessen grübelt der Stab über einer passenden Antwort auf die Frage, ob der Präsident erneut kandidieren wolle. Toby bekommt ein Jobangebot aus der Medienbranche und realisiert, dass Leo der Initiator dafür war. Josh erhält einen Anruf und erfährt von Leo, dass der Präsident nicht kandidieren wolle. Um dieser Frage auszuweichen, empfiehlt C.J. ihm, bei der bevorstehenden Pressekonferenz zuerst einen auf Medizin spezialisierten Reporter aufzurufen. Im Oval Office führt der Präsident mit Mrs. Landingham nochmals eine Unterhaltung über Zahlen und Fakten, bevor er sich nach draußen in den stürmenden Regen stellt. Zu Beginn der Pressekonferenz ignoriert er den Ratschlag von C.J.; von einer Reporterin wird er gefragt, ob er für eine Amtszeit kandidieren wolle. |           |                                          |                                                         |                      |                                       |                     |                                                     |

## Auszeichnungen
Genau wie ein Jahr zuvor wurde die zweite Staffel bei der Primetime-Emmy-Verleihung 2001 18-mal nominiert. In acht Kategorien konnte die Staffel die Auszeichnung gewinnen. Wie im Vorjahr wurden Allison Janney als beste Nebendarstellerin und die Serie in der Kategorie Beste Dramaserie ausgezeichnet. Darüber hinaus gewannen Bradley Whitford als bester Nebendarsteller sowie Thomas Schlamme für die Regie der Doppelfolge Das Attentat. Weitere Auszeichnungen gab es für die Kameraführung, den Schnitt, die Besetzung und die Tonabmischung. Weiterhin wurden Martin Sheen und Rob Lowe als beste Hauptdarsteller, John Spencer und Richard Schiff als beste Nebendarsteller und Stockard Channing als beste Nebendarstellerin nominiert. Oliver Platt erhielt eine Nominierung als bester Gastdarsteller.